# Вашингтон (окръг, Джорджия)
Вижте пояснителната страница за други населени места с името Вашингтон.
Окръг Вашингтон (на английски: Washington County) е окръг в щата Джорджия, Съединени американски щати. Площта му е 1772 km², а населението - 21 176 души (2000). Административен център е град Сандърсвил.